# حاج رجب
حاج رجب یا کلاته حاجی رجب نام روستایی عشایری از توابع بخش فرح‌دشت شهرستان کاشمر در استان خراسان رضوی است. این روستا در دهستان قلعه بالا قرار دارد و برپایه سرشماری سال ۱۳۸۵ جمعیت آن ۱۳۵ نفر (۳۰ خانوار) بوده است. همچنین برپایه سرشماری سال ۱۳۹۵ جمعیت آن زیر سه خانوار اعلام شد.

## نگارخانه

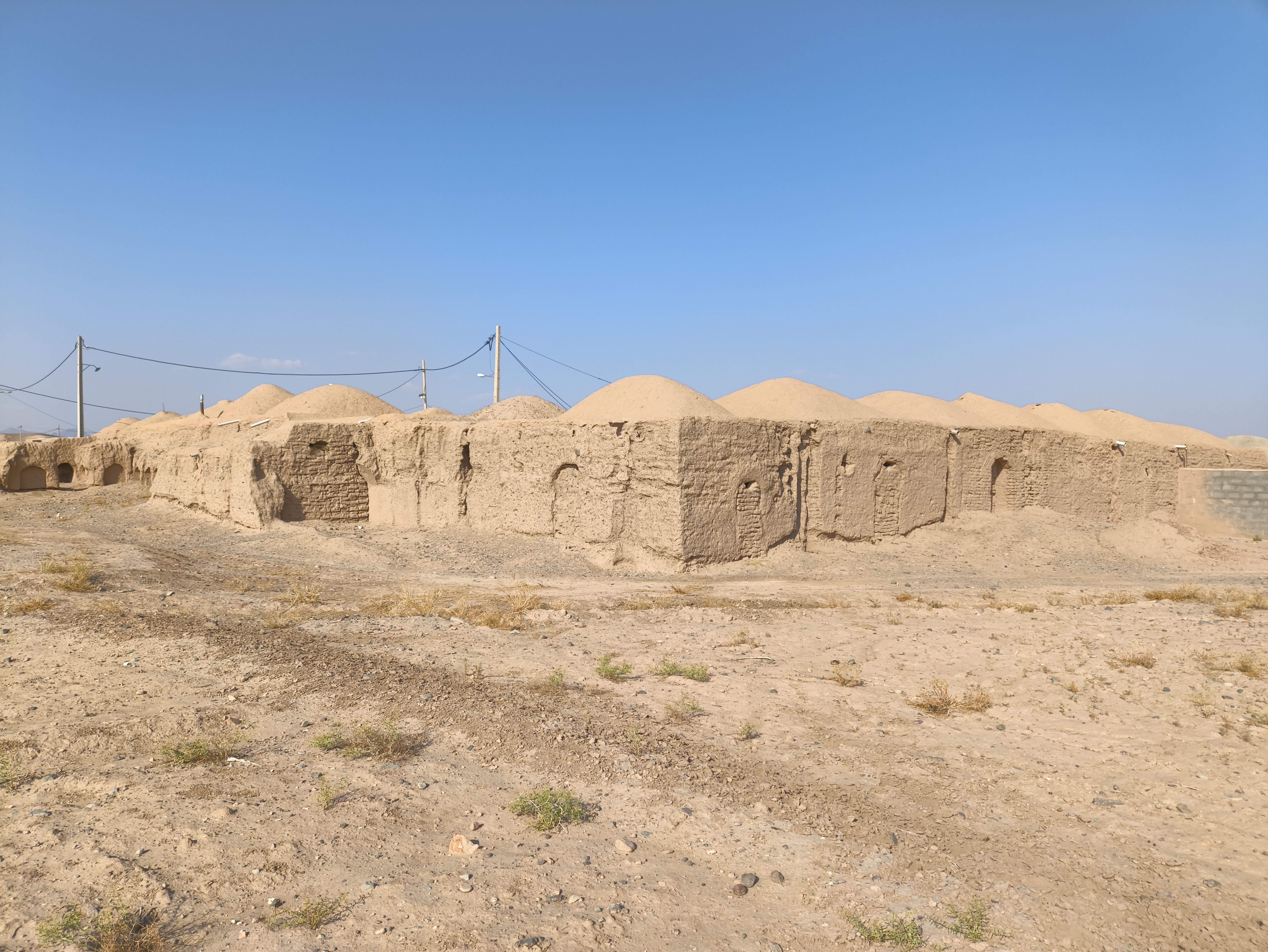
نمایی از روستای حاج رجب
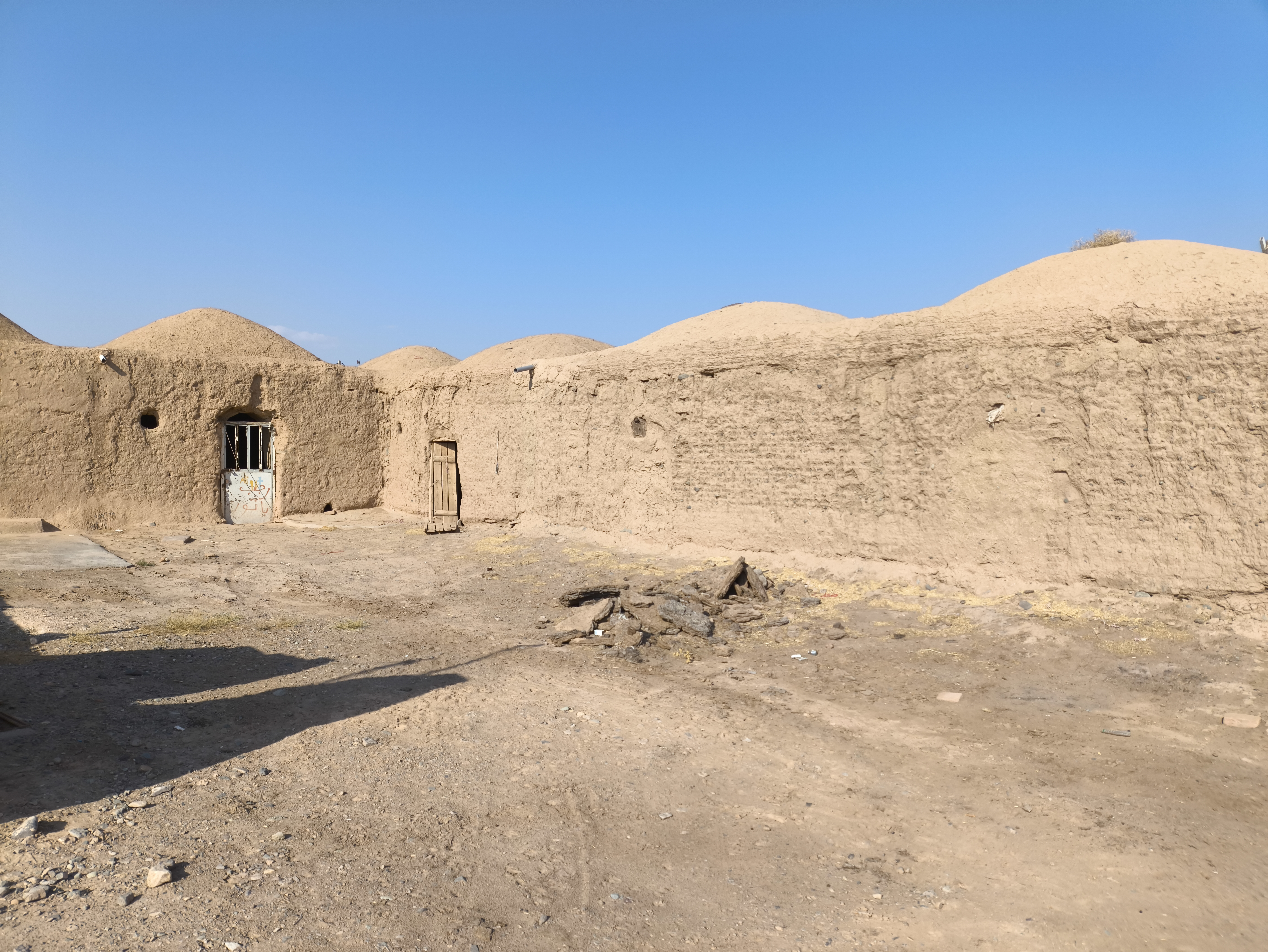
نمایی از روستای حاج رجب
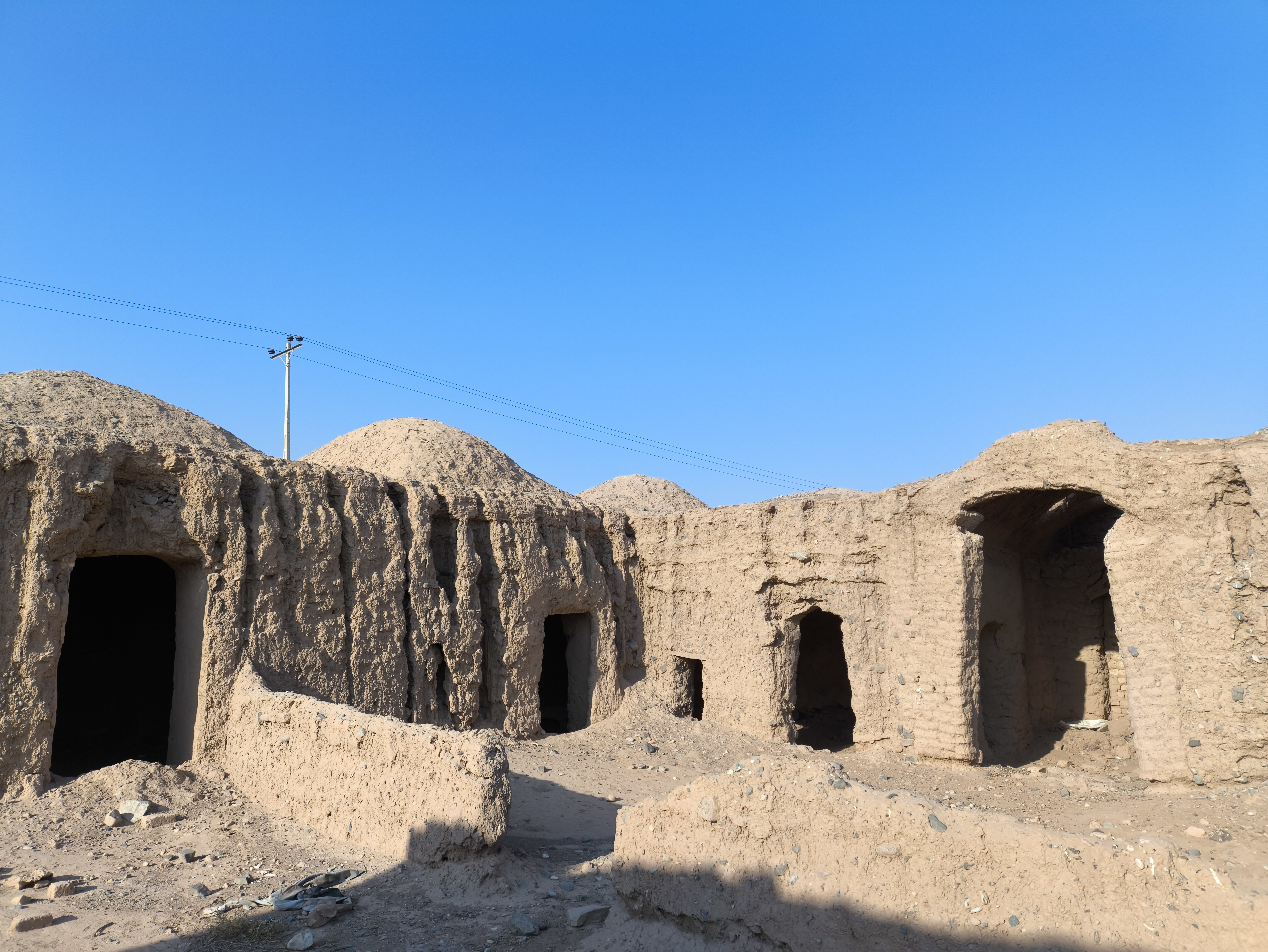
نمایی از روستای حاج رجب
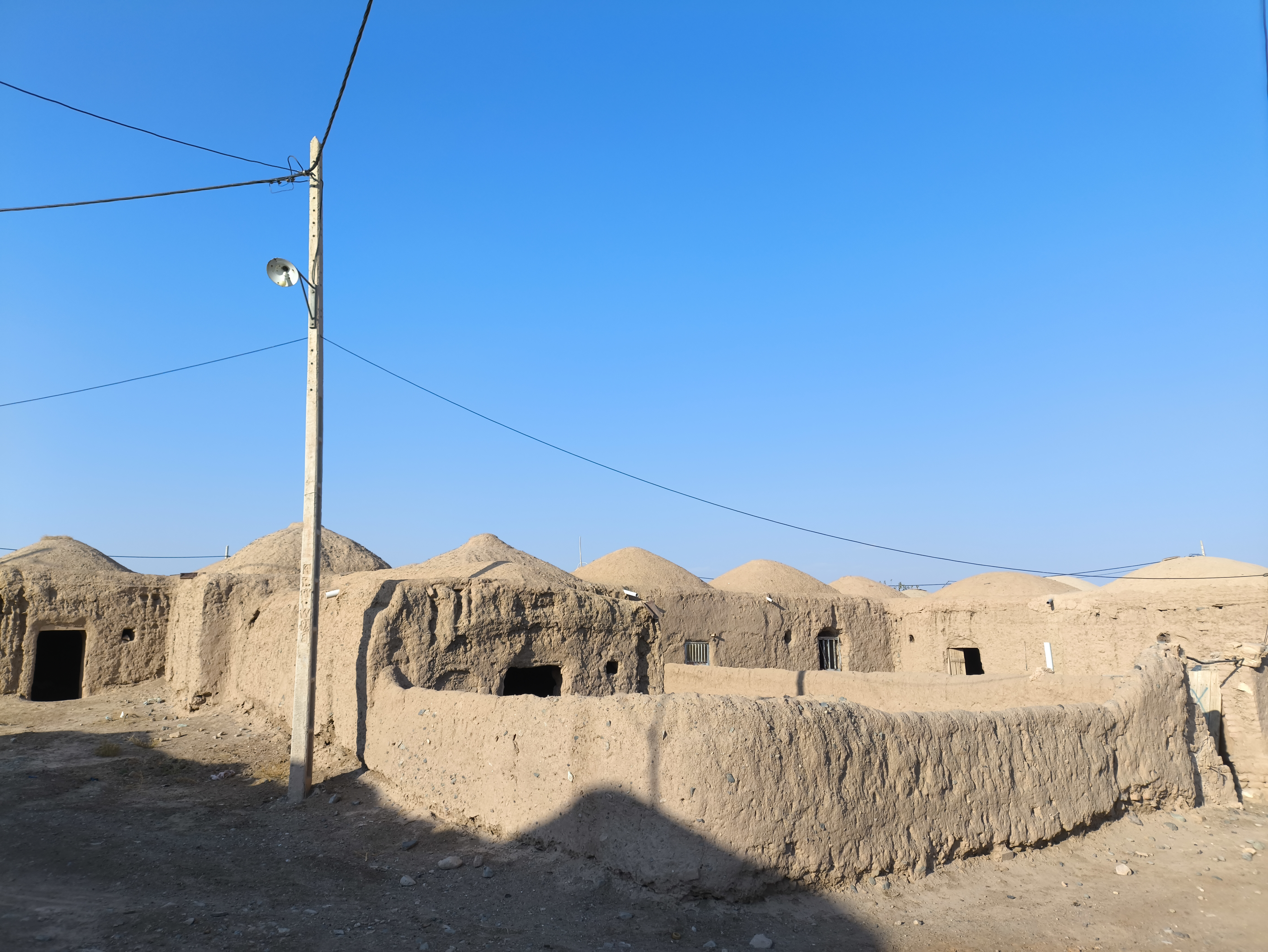
نمایی از روستای حاج رجب
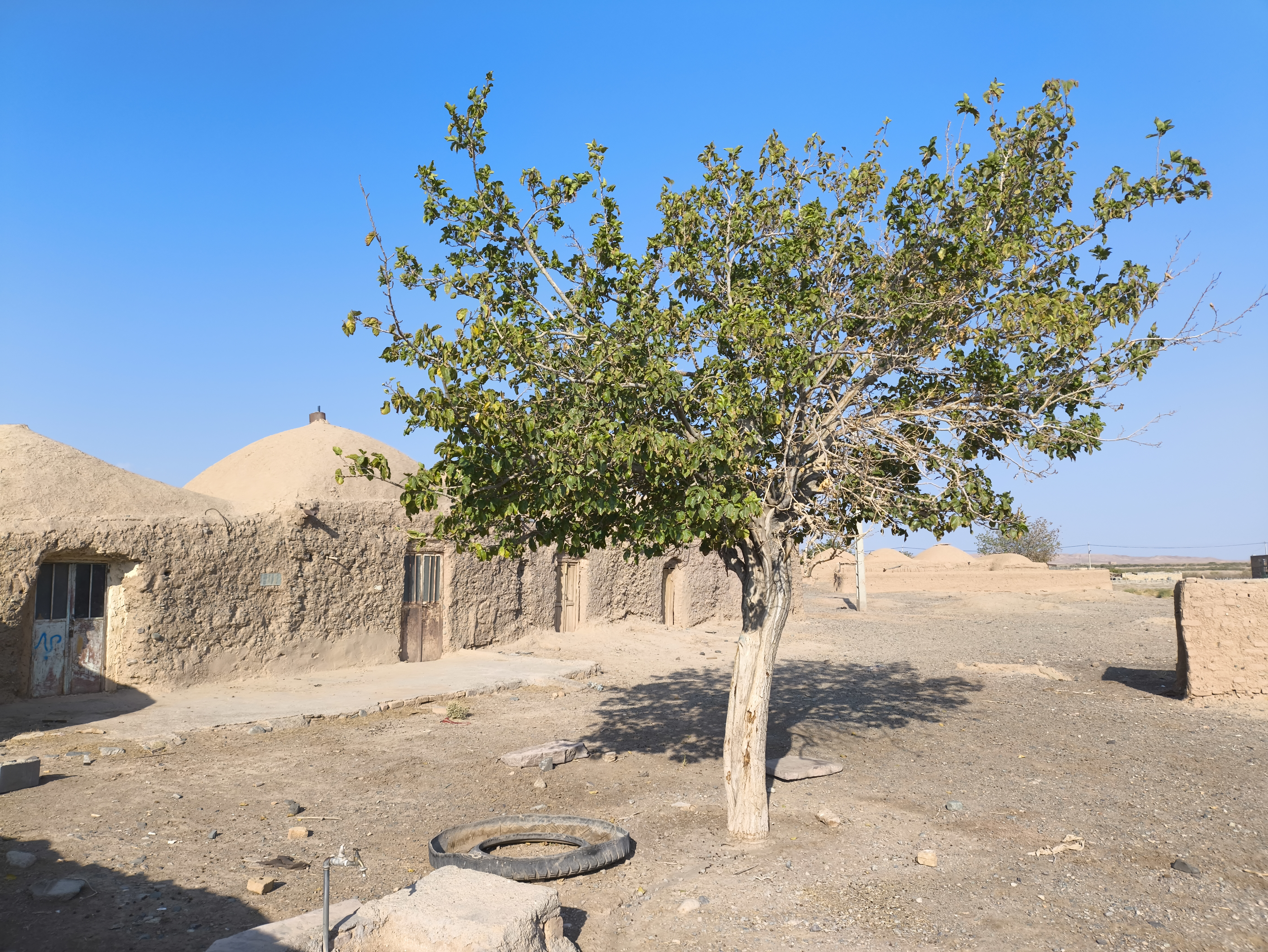
نمایی از روستای حاج رجب
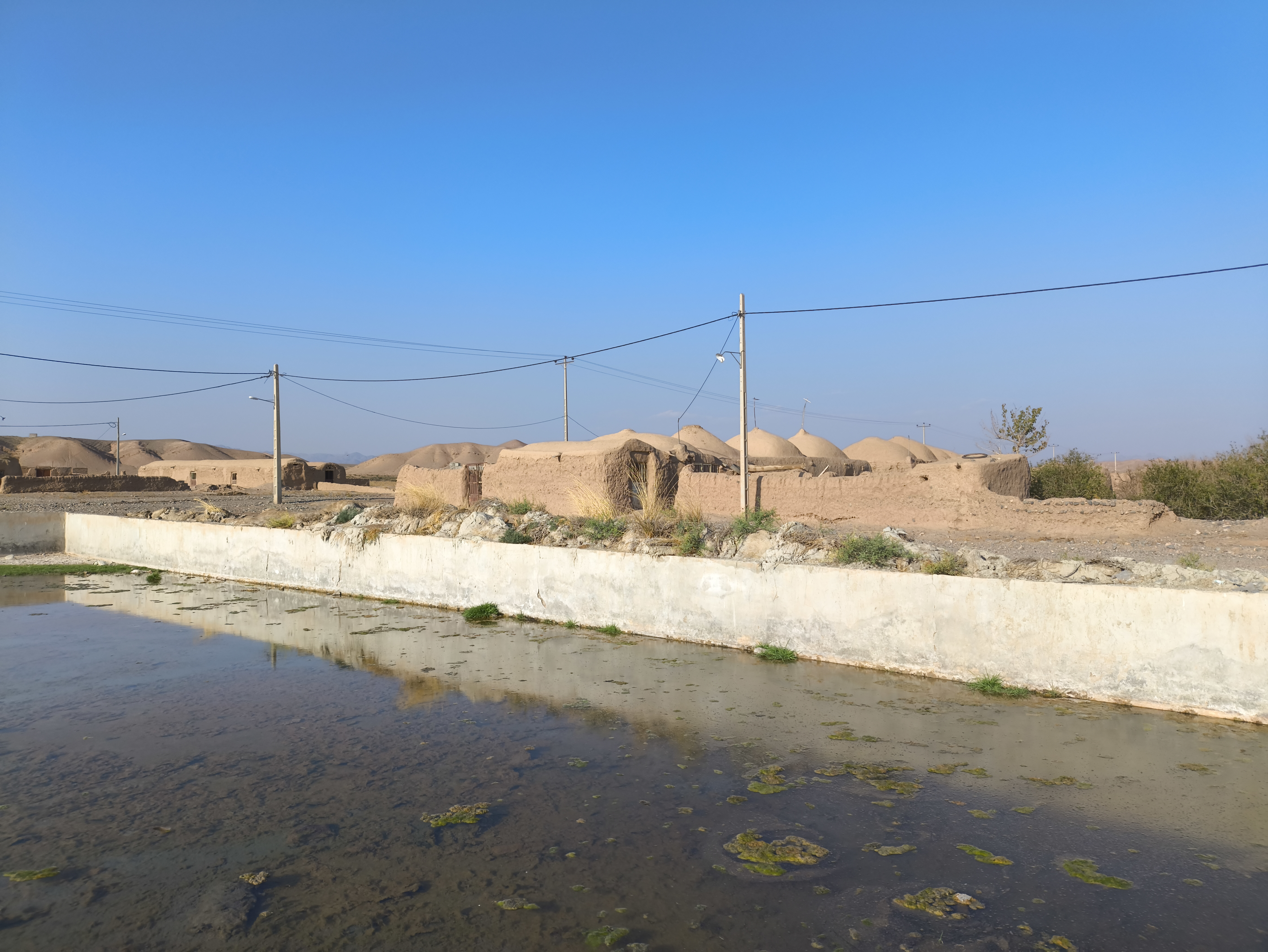
نمایی از روستای حاج رجب
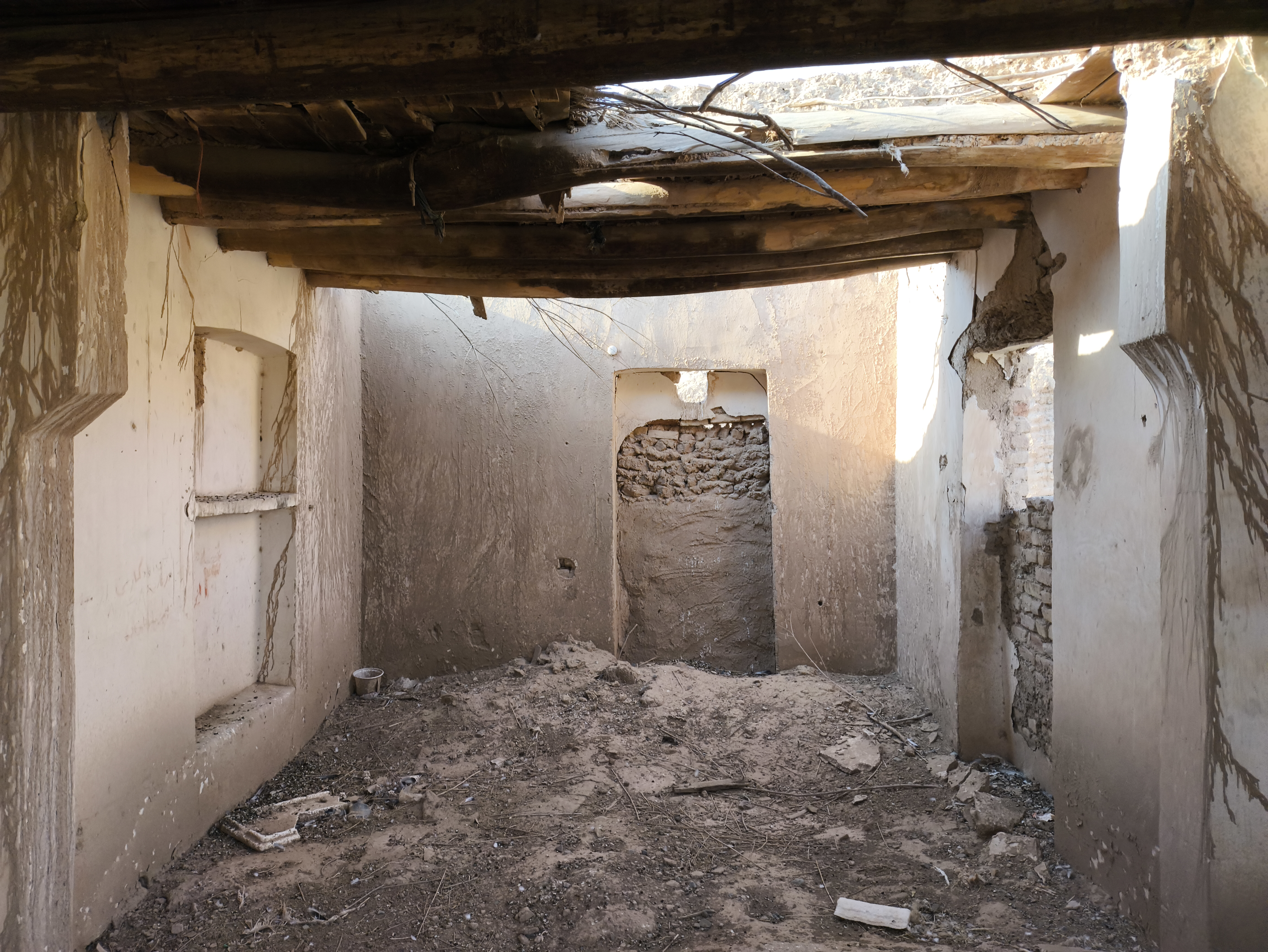
نمایی از روستای حاج رجب
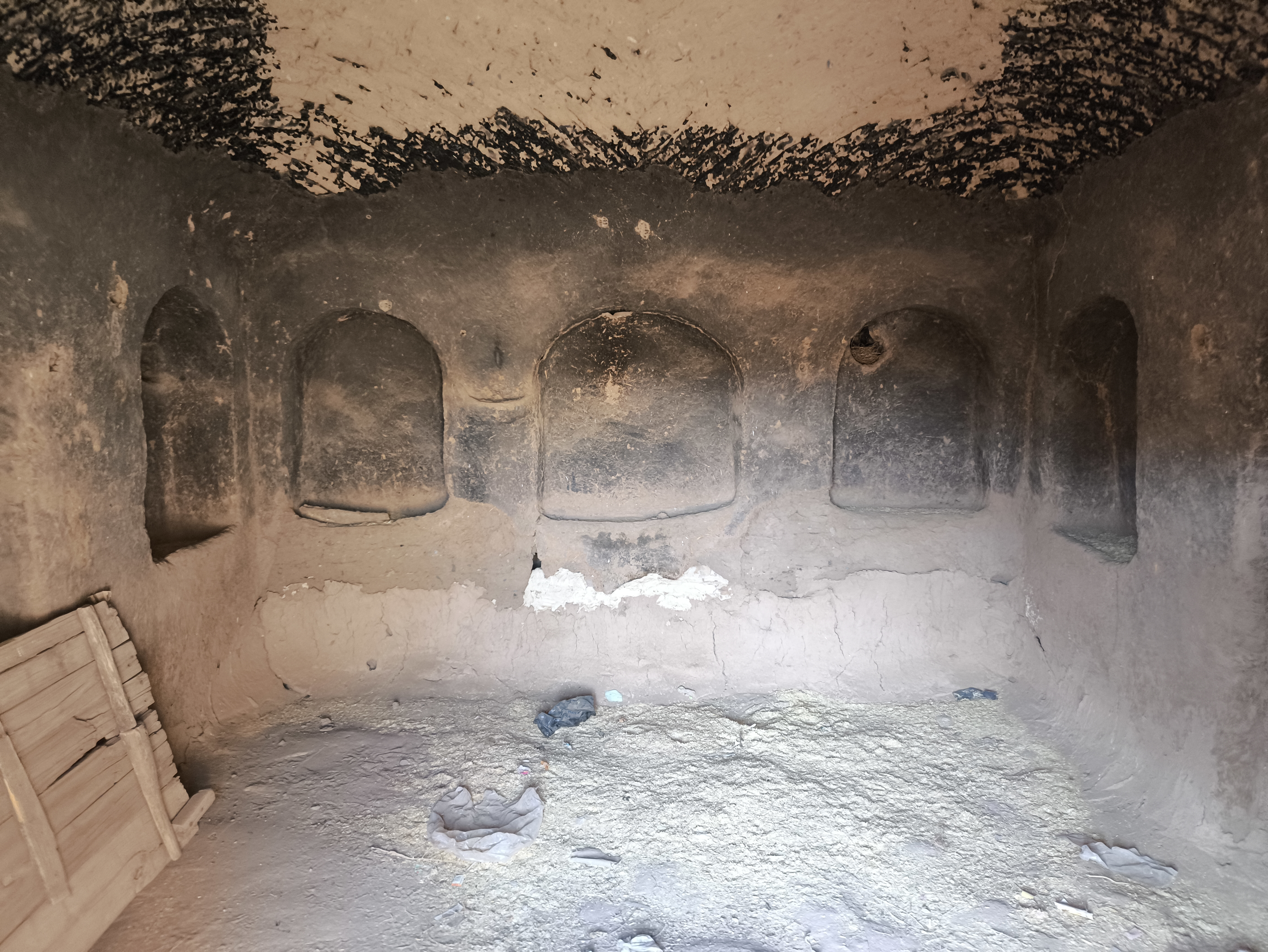
نمایی از روستای حاج رجب